# Arantxa King
Arantxa King, född 27 november 1989, är en friidrottare från Bermuda. Hon deltog vid olympiska sommarspelen 2008 och olympiska sommarspelen 2012.